# Disco polo
Le disco polo est un genre de musique populaire dance ayant émergé en Pologne. Il existe sous sa forme actuelle depuis le début des années 1990, avec un pic vers 1995-1997. Le genre est dérivé de la disco, de la musique folk contemporaine, de l'Euro disco influencé par l'Italo disco et des chansons folkloriques polonaises (spécifiquement, le sous-genre popularisé joué aux mariages et aux fêtes),.

## Histoire

### Origines
Du temps de la république populaire de Pologne (1944-1989), les autorités étatiques, comme dans les autres pays du bloc soviétique, ont encouragé la promotion des musiques traditionnelles. Mais un genre hybride mêlant folklore et arrangements contemporains se développe hors du carcan institutionnel, en particulier dans les petites villes et villages. Les instruments de musique traditionnels sont d'abord remplacés par l'accordéon, la guitare et les percussions, puis par des instruments électroniques (boîte à rythmes et clavier), et enfin aux synthétiseurs numériques et aux séquences préprogrammées. Grâce aux synthétiseurs, davantage de personnes peuvent faire de la musique et il en résulte une augmentation du nombre de groupes se produisant localement.
En parallèle, dès le milieu des années 1980, des disques de groupes polono-américains commencent à se vendre au marché noir et contribuent à diffuser davantage cette musique que les artistes amateurs locaux reprennent. Vendus sous le manteau, le disco polo est à l'origine affublé d'un surnom disgracieux, « musique de trottoir » (muzyka chodnikowa), puisque les disques ne sont disponibles à la vente que dans la rue. Avec l’effondrement du système socialiste, de jeunes labels décident de produire ce genre musical qui s'est alors répandu dans le pays entier en constituant la base de l’industrie de la cassette audio en Pologne.

### Succès populaire mais réprobation politique
Après avoir été boudé par les élites culturelles polonaises, le disco polo obtient son ticket d'entrée en 1992 dans la plus prestigieuse salle de Varsovie, la Salle du Congrès (Sala Kongresowa) à l'occasion du Gala des chansons populaires et du trottoir (Gala Piosenki Popularnej i Chodnikowej). L'événement, retransmis à la télévision contribue à légitimer le genre musical. Pourtant, le disco polo continue d'être décrié et pendant toute la décennie 90, les principaux magasins de vente de produits culturels de Pologne, dont l'incontournable EMPIK4, refusent d'ouvrir leurs rayons à ce genre. Pourtant, les enquêtes d'opinions témoignent de son succès populaire. En 2002, le disco polo se classait au quatrième rang des genres musicaux les plus populaires en Pologne et plus de 44 % des Polonais affirmaient en écouter. Dans une étude similaire menée en 2007, le disco polo est classé deuxième après la pop.
Depuis le retour au pouvoir du PiS en 2015, des observateurs constatent la présence plus importante à la télévision publique dédiée au disco polo. La chaîne TVP diffuse une émission spéciale consacrée à Zenek Martyniuk. Cette star du genre est également à l'affiche d'un biopic co-produit par l'audiovisuel public qui assure sa promotion. Des commentateurs politiques hostiles au régime au pouvoir ont critiqué ce choix éditorial, estimant que le disco polo n'est pas digne d'intérêt. Des observateurs avertis de la vie politique polonaise voient l'habilité du PiS dont la base électorale se constitue essentiellement des classes populaires.

## Artistes notables
Parmi les groupes les plus connus, on peut citer Atlantis, Akcent, Bayer Full, Boys, Chanel, Classic, Etna, Ex Problem, Fanatic, Focus, Milano, Shazza, Top One, Toples, et Weekend.